# Turnov
Turnov (tyska: Turnau) är en stad i norra Tjeckien. Per den 1 januari 2016 hade staden 14 349 invånare.
Backhopparen Roman Koudelka är född i Turnov men bor numera i Liberec.